# Jakusz z Błociszewa
 Jakusz z Błociszewa Błociszewski herbu Ostoja (zm. po 1370 r.) – dziedzic na Błociszewie w Wielkopolsce, wojewoda grodowy lwowski.

## Życiorys
Jakusz z Błociszewa Błociszewski należał do jednej z najstarszych rodzin pieczętujących się herbem Ostoja w Wielkopolsce. Został powołany na urząd wojewody grodowego lwowskiego przez króla Kazimierza Wielkiego. W dokumentach występuje dwukrotnie w latach 1364–1369. Znany jest wizerunek pieczęci Jakusza z Błociszewa przedstawiający herb Ostoja oraz napis na jej otoku: S. IACUSSI. DE. BLOCISZEWO. Pieczęć (śred. 23 mm) wyciśnięta została w wosku i zawieszona przy dokumencie wystawionym przez niego we Lwowie w 1370 roku. Zdjęcie pieczęci zostało opublikowane w 1938 roku przez Mariana Haisiga. Dokument z pieczęcią znajdował się tego roku w Archiwum miasta Lwowa. 

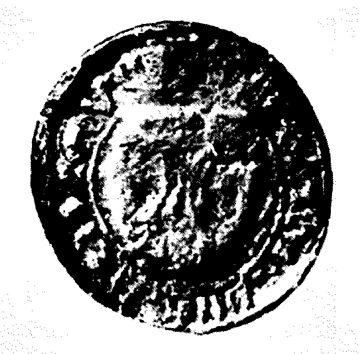
Pieczęć Jakusza Błociszewskiego z 1370 r.